# Федеральная служба по техническому и экспортному контролю
Федеральная служба по техническому и экспортному контролю (ФСТЭК России) — федеральный орган исполнительной власти, осуществляющий реализацию государственной политики, организацию межведомственной координации и взаимодействия, специальные и контрольные функции в области государственной безопасности по вопросам:
1) обеспечения безопасности критической информационной инфраструктуры России;
2) противодействия иностранным техническим разведкам на территории России;
3) обеспечения защиты (не криптографическими методами) информации, содержащей сведения, составляющие государственную тайну, иной информации с ограниченным доступом, предотвращения ее утечки по техническим каналам, несанкционированного доступа к ней, специальных воздействий на информацию (носители информации) в целях ее добывания, уничтожения, искажения и блокирования доступа к ней на территории России;
4) защиты информации при разработке, производстве, эксплуатации и утилизации неинформационных излучающих комплексов, систем и устройств;
5) осуществления экспортного контроля.

## История
Постановлением ЦК КПСС и Совета Министров СССР от 18 декабря 1973 г. № 903—303 «О противодействии иностранной технической разведке» создана Государственная комиссия СССР по противодействию иностранным техническим разведкам (Гостехкомисия СССР, ГТК СССР).
Указом Президента СССР от 22 мая 1991 г. № УП-2003 «Об образовании Государственной технической комиссии СССР по противодействию иностранным техническим разведкам» Гостехкомисия СССР подчинена Президенту СССР.
Указом Президента Российской Федерации от 5 января 1992 г. № 9 «О создании Государственной технической комиссии при Президенте Российской Федерации» создана Государственная техническая комиссия при Президенте Российской Федерации (Гостехкомиссия России).
В соответствии с Указом Президента Российской Федерации от 9 марта 2004 г. № 314 «О системе и структуре федеральных органов исполнительной власти» вместо существовавшей Государственной технической комиссии при Президенте Российской Федерации был создан (преобразован) федеральный орган исполнительной власти Федеральная служба по техническому и экспортному контролю Российской Федерации (при этом юридическое лицо данного наименования зарегистрировано не было).
Указом Президента Российской Федерации от 20 мая 2004 г. № 649 «Вопросы структуры федеральных органов исполнительной власти» ФСТЭК России «переименовывается» из Федеральной службы по техническому и экспортному контролю Российской Федерации в Федеральную службу по техническому и экспортному контролю.
Положение о Федеральной службе по техническому и экспортному контролю (ФСТЭК России) утверждено Указом Президента РФ от 16 августа 2004 г. № 1085.
Указом Президента Российской Федерации от 20 мая 2004 г. № 649 «Вопросы структуры федеральных органов исполнительной власти» образована Федеральная служба по техническому и экспортному контролю.

## Статус
ФСТЭК России является федеральным органом исполнительной власти России, осуществляющим реализацию государственной политики, организацию межведомственной координации и взаимодействия, специальные и контрольные функции в области государственной безопасности по вопросам:
- обеспечения безопасности (некриптографическими методами) информации в системах информационной и телекоммуникационной инфраструктуры, оказывающих существенное влияние на безопасность государства в информационной сфере, в том числе в функционирующих в составе критически важных объектов Российской Федерации информационных системах и телекоммуникационных сетях, деструктивные информационные воздействия на которые могут привести к значительным негативным последствиям;
- противодействия иностранным техническим разведкам на территории Российской Федерации;
- обеспечения защиты (некриптографическими методами) информации, содержащей сведения, составляющие государственную тайну, иной информации с ограниченным доступом, предотвращения её утечки по техническим каналам, несанкционированного доступа к ней, специальных воздействий на информацию (носители информации) в целях её добывания, уничтожения, искажения и блокирования доступа к ней на территории Российской Федерации;
- защиты информации при разработке, производстве, эксплуатации и утилизации неинформационных излучающих комплексов, систем и устройств;
- осуществления экспортного контроля.

ФСТЭК России является федеральным органом исполнительной власти, уполномоченным в области обеспечения безопасности информации в ключевых системах информационной инфраструктуры, противодействия техническим разведкам и технической защиты информации, а также специально уполномоченным органом в области экспортного контроля.
ФСТЭК России является органом защиты государственной тайны, наделенным полномочиями по распоряжению сведениями, составляющими государственную тайну.
ФСТЭК России организует деятельность государственной системы противодействия техническим разведкам и технической защиты информации и руководит ею.
ФСТЭК России осуществляет свою деятельность непосредственно и (или) через свои территориальные органы. ФСТЭК России и её территориальные органы входят в состав государственных органов обеспечения безопасности. Деятельность ФСТЭК России обеспечивают Государственный научно-исследовательский испытательный институт проблем технической защиты информации ФСТЭК России (головная научная организация по проблемам защиты информации), а также другие подведомственные ФСТЭК России организации. ФСТЭК России осуществляет свою деятельность во взаимодействии с другими федеральными органами исполнительной власти, органами исполнительной власти субъектов Российской Федерации, органами местного самоуправления и организациями.
Руководство деятельностью ФСТЭК России осуществляет Президент Российской Федерации.
ФСТЭК России подведомственна Минобороны России.

## Основные полномочия
ФСТЭК России:
- разрабатывает стратегию и определяет приоритетные направления деятельности по обеспечению безопасности информации в ключевых системах информационной инфраструктуры, по противодействию техническим разведкам и по технической защите информации;
- разрабатывает и вносит в установленном порядке Президенту РФ и в Правительство РФ проекты законодательных и иных нормативных правовых актов по вопросам своей деятельности;
- издаёт нормативные правовые акты по вопросам своей деятельности;
- разрабатывает и утверждает в пределах своей компетенции методические документы, организует их издание за счёт средств, выделяемых из федерального бюджета ФСТЭК России на эти цели;
- организует и финансирует работы по изучению излучений различной физической природы, возникающих при использовании неинформационных излучающих комплексов, систем и устройств;
- осуществляет межотраслевую координацию деятельности по обеспечению безопасности информации в ключевых системах информационной инфраструктуры, по противодействию техническим разведкам и по технической защите информации в аппаратах федеральных органов государственной власти и органов государственной власти субъектов Российской Федерации, в федеральных органах исполнительной власти, органах исполнительной власти субъектов Российской Федерации, органах местного самоуправления и организациях;
- осуществляет в пределах своей компетенции контроль за состоянием работ по обеспечению безопасности информации в ключевых системах информационной инфраструктуры, по противодействию техническим разведкам и по технической защите информации;
- осуществляет в пределах своей компетенции межведомственный контроль за обеспечением защиты государственной тайны, контроль за соблюдением лицензионных требований и условий, а также рассмотрение дел об административных правонарушениях;
- вносит в установленном порядке представления о применении мер ответственности за нарушения законодательства Российской Федерации по вопросам своей деятельности;
- выдаёт предписания на приостановление работ на объектах федеральных органов исполнительной власти, органов исполнительной власти субъектов Российской Федерации, органов местного самоуправления и организаций в случае выявления в ходе осуществления контроля нарушений норм и требований, касающихся противодействия техническим разведкам и технической защиты информации;
- организует радиоконтроль за соблюдением установленного порядка передачи служебной информации должностными лицами организаций, выполняющих работы, связанные со сведениями, составляющими государственную и (или) служебную тайну, при использовании открытых каналов радио-, радиорелейных, тропосферных, спутниковых и других линий и сетей радиосвязи, доступных для радиоразведки, подготавливает предложения, направленные на предотвращение утечки информации по указанным каналам;
- организует и проводит лицензирование деятельности по осуществлению мероприятий и (или) оказанию услуг в области защиты государственной тайны (в части, касающейся противодействия техническим разведкам и (или) технической защиты информации), по созданию средств защиты информации, содержащей сведения, составляющие государственную тайну, по технической защите конфиденциальной информации, по разработке и (или) производству средств защиты конфиденциальной информации, а также лицензирование иных видов деятельности в соответствии с законодательством Российской Федерации;
- организует в соответствии с законодательством Российской Федерации проведение работ по оценке соответствия (включая работы по сертификации) средств противодействия техническим разведкам, технической защиты информации, обеспечения безопасности информационных технологий, применяемых для формирования государственных информационных ресурсов, а также объектов информатизации и ключевых систем информационной инфраструктуры;
- участвует совместно с ФСБ России в проведении специальных экспертиз по допуску организаций к проведению работ, связанных с использованием сведений, составляющих государственную тайну, а также принимает участие в проведении государственной аттестации руководителей организаций, ответственных за защиту указанных сведений;
- организует разработку программ стандартизации, технических регламентов и национальных стандартов в области обеспечения безопасности информации в ключевых системах информационной инфраструктуры, обеспечения безопасности применяемых информационных технологий, а также в области противодействия техническим разведкам и технической защиты информации;
- осуществляет выдачу заключений о возможностях размещения и использования на сухопутной территории Российской Федерации иностранных технических средств наблюдения и контроля, поставляемых иностранной стороной в ходе реализации международных научных и научно-технических программ и проектов, организует и осуществляет контроль за соблюдением организациями-заявителями установленных дополнительных условий и требований, организует проведение необходимых экспертиз;
- обеспечивает проведение экспортного контроля в соответствии с законодательством Российской Федерации и приказами Министра обороны Российской Федерации;
- разрабатывает с участием заинтересованных федеральных органов исполнительной власти и организаций для представления в установленном порядке проекты списков (перечней) товаров (работ, услуг), информации, результатов интеллектуальной деятельности, подлежащих экспортному контролю;
- организует и проводит в установленном порядке государственную экспертизу внешнеэкономических сделок в отношении товаров (работ, услуг), информации, результатов интеллектуальной деятельности, которые могут быть использованы при создании оружия массового поражения, средств его доставки, иных видов вооружения и военной техники;
- участвует в реализации государственной политики в области нераспространения оружия массового поражения и иных наиболее опасных видов оружия, а также в области контроля за экспортом товаров (работ, услуг), информации, результатов интеллектуальной деятельности, которые могут быть использованы при создании оружия массового поражения, средств его доставки, иных видов вооружения и военной техники;
- организует в соответствии с законодательством Российской Федерации государственную аккредитацию организаций, создавших внутрифирменные программы экспортного контроля, и выдает им свидетельства о государственной аккредитации;
- участвует в пределах своей компетенции в подготовке предложений о введении ограничений и (или) запретов на экспорт и (или) импорт товаров (работ, услуг), информации, результатов интеллектуальной деятельности, исходя из национальных интересов и международных обязательств Российской Федерации;
- осуществляет в пределах своей компетенции нетарифное регулирование внешнеторговой деятельности, в том числе выдает лицензии на осуществление операций по экспорту и (или) импорту товаров (работ, услуг), информации, результатов интеллектуальной деятельности в случаях, предусмотренных законодательством Российской Федерации;
- определяет порядок и форму учёта внешнеэкономических сделок в целях осуществления экспортного контроля;
- осуществляет иные функции в установленной сфере деятельности в соответствии с федеральными конституционными законами, федеральными законами, актами Президента Российской Федерации.

## Руководство

### Председатели (директора)
- генерал армии Яшин, Юрий Алексеевич (02.1989 — 06.1998)
- генерал-полковник Григоров, Сергей Иванович (2004—2011)
- действительный государственный советник 1-го класса Селин, Владимир Викторович[8] (26.05.2011 — наст. вр.)

### Заместители председателя (директора)
- генерал-лейтенант Каландин, Арнольд Петрович (1993—1998)
- первый заместитель директора Якимов, Сергей Фотьевич (09.02.2013 — 01.10.2024)
- первый заместитель директора Лютиков, Виталий Сергееевич (10.10.2024 — наст. вр.)

## Территориальные органы
Территориальными органами ФСТЭК России являются её Управления по федеральным округам:
- Управление ФСТЭК России по Центральному федеральному округу — г. Москва
- Управление ФСТЭК России по Северо-Западному федеральному округу — г. Санкт-Петербург
- Управление ФСТЭК России по Южному и Северо-Кавказскому федеральным округам — г. Ростов-на-Дону
- Управление ФСТЭК России по Приволжскому федеральному округу — г. Нижний Новгород
- Управление ФСТЭК России по Уральскому федеральному округу — г. Екатеринбург
- Управление ФСТЭК России по Сибирскому федеральному округу — г. Новосибирск
- Управление ФСТЭК России по Дальневосточному федеральному округу — г. Хабаровск
- Межрегиональное управление ФСТЭК России — г. Севастополь

## Флаг и эмблема
Флаг службы учреждён Указом Президента РФ от 24 ноября 2005 г. № 1364 и представляет собой белое прямоугольное полотнище с Государственным флагом Российской Федерации в крыже. В центре правой половины полотнища располагается геральдический знак - эмблема Федеральной службы по техническому и экспортному контролю.
В качестве геральдического знака-эмблемы службы используется эмблема Гостехкомиссии при Президенте Российской Федерации, учреждённая Указом Президента РФ от 6 марта 2002 г. № 257 и представляет собой треугольный геральдический щит. Поле щита красное, с широкой окантовкой натурального стального цвета. В поле щита - золотой многоязыковый факел с выходящими из его рукояти веерообразно, по четыре в сторону, золотыми молниями. На окантовке щита чередуются золотые и серебряные геральдические розы. Щит - в лапах возникающего до половины серебряного двуглавого орла с поднятыми вверх распущенными крыльями. Орел увенчан тремя коронами, соединенными лентой.

## Ведомственные награды
- Знак отличия ФСТЭК России «За заслуги в защите информации»
- Медаль ФСТЭК России «За укрепление государственной системы защиты информации»